# Лезерешть (Скіту-Голешть, Арджеш)
Лезерешть, Лезерешті (рум. Lăzărești) — село у повіті Арджеш в Румунії. Входить до складу комуни Скіту-Голешть.
Село розташоване на відстані 118 км на північний захід від Бухареста, 35 км на північ від Пітешть, 132 км на північний схід від Крайови, 72 км на південний захід від Брашова.

## Населення
За даними перепису населення 2002 року у селі проживали 2185 осіб. Рідною мовою 2184 особи (> 99,9%) назвали румунську.
Національний склад населення села:
| Національність | Кількість осіб | Відсоток |
| -------------- | -------------- | -------- |
| румуни         | 2081           | 95,2%    |
| цигани         | 102            | 4,7%     |